# Carol of the Bells
Carol of the bells(종들의 노래)는 인기있는 크리스마스 캐롤으로 우크라이나 작곡가인 미콜라 레온토비치 (Mykola Leontovych)가 작곡한 크리스마스 캐롤이다. 이것을 피터 윌하우스키 (Peter J. Wilhousky) 라는 미국 작곡가가 영어 가사를 만들어서 (원곡과는 전혀 다른 내용) 부르게 된 노래라고 한다. 이 캐롤은 우크라이나의 전통 성가인 "셰드릭" (Shchedryk)을 바탕으로 만들어진 노래이다. 윌하우스키는 곡의 가사에 대한 저작권만 가지고 있다.
노래는 4성부가 계속 반복되는 것으로 가장 널리 알려져 있다. 다른 장르의 가수들이나 연주가 들에 의해 변형되어 왔다.